# 陸前高田ドライビングスクール
陸前高田ドライビングスクール（りくぜんたかたドライビングスクール）は、岩手県陸前高田市にある株式会社高田自動車学校が運営する自動車教習所。旧称・高田自動車学校。

## サザン岩手ドライビングスクールグループ
サザン岩手ドライビングスクールグループは、株式会社高田自動車学校を中核とする企業グループ。岩手・山形県内に4校の自動車教習所と1校の都道府県労働局長登録教習機関を運営している。

### グループ企業・事業所
株式会社高田自動車学校
- 陸前高田ドライビングスクール
- 遠野ドライビングスクール
- 三陸技能講習センター

株式会社国際自動車教習所
- 平泉ドライビングスクール
- 山形最上ドライビングスクール（旧校名：日通自動車学校山形校）- 2015年に日通自動車学校から事業を譲り受ける[2]。

## 陸前高田ドライビングスクール
2011年3月11日の東北地方太平洋沖地震による影響で技能教習を中断していたが、2011年4月21日に再開した。

### 取得できる免許
- 普通自動車一種・二種
- 大型自動車一種・二種
- 大型特殊自動車
- けん引
- 大型自動二輪車
- 普通自動二輪車

### その他
- 盛駅や一ノ関駅からスクールバスが出ている。
- 合宿に特化している。